# Mallinus
Mallinus is een geslacht van spinnen uit de familie mierenjagers (Zodariidae).

## Soorten
Het geslacht kent de volgende soorten:
- Mallinus defectus Strand, 1906
- Mallinus nitidiventris Simon, 1893